# The Russell Girl - Una vita al bivio
The Russell Girl - Una vita al bivio (The Russell Girl) è un film per la televisione del 2008 con protagonista Amber Tamblyn.

## Trama
Sarah Russell, è una ragazza di 23 anni ed è una studentessa di una scuola di medicina, visita la sua famiglia per condividere alcune notizie importanti ma si trova invece di fronte a un periodo difficile del suo passato.

## Distribuzione
- Stati Uniti: 27 gennaio 2008
- Australia: 12 dicembre 2008
- Italia: 30 dicembre 2011
- Spagna: 15 luglio 2012